# Mečkovac
Mečkovac (cyr. Мечковац) – wieś w Serbii, w okręgu pczyńskim, w mieście Vranje. W 2011 roku liczyła 152 mieszkańców.